# 오스트리아-헝가리의 제위 계승 순위
오스트리아 헝가리 이중 제국은 1918년 제1차 세계 대전 패전의 결과로, 카를 1세는 1919년에 오스트리아 의회에 의해서 폐위당했으며, 1921년 헝가리 의회에서도 그를 폐위시켰다. 하지만 합스부르크로트링겐 왕가는 남아있으며, 이름뿐인 작위인 오스트리아의 제위와 헝가리의 왕위는 자손들에게 계속 전해지고 있다. 크로아티아슬라보니아의 왕위, 보헤미아의 왕위 등의 작위도 같이 전해진다. 현재 오스트리아의 황제이자 헝가리의 왕은 카를 합스부르크로트링겐이다.

## 제위 계승 순위
1. 페르디난트 즈보니미르 폰 합스부르크로트링겐 (1997년), 카를 합스부르크로트링겐의 아들.
2. 게오르크 폰 합스부르크로트링겐 (1964년), 오토 폰 합스부르크의 아들.
3. 카를 콘스탄틴 폰 합스부르크로트링겐 (2004년), 게오르크 합스부르크로트링겐의 아들.
4. 로렌츠 폰 외스터라이히에스테 (1955년), 로베르트 폰 외스터라이히에스테의 아들.
5. 아메데오 폰 외스터라이히에스테 (1986년), 로렌츠 폰 외스터라이히에스터의 아들.
6. 막시밀리안 폰 외스터라이히에스테 (2019년), 아메데오 폰 의스터라이히에스테의 아들.
7. 요아힘 폰 외스터라이히에스테 (1991년), 로렌츠 폰 외스터라이히에스테의 아들.
8. 게르하르트 폰 외스터라이히에스테 (1957년), 로베르트 폰 외스터라이히에스테의 아들.
9. 마르틴 폰 외스터라이히에스테 (1959년), 로베르트 폰 외스터라이히에스테의 아들.
10. 바르톨로메우스 폰 외스터라이히에스테 (2006년), 마르틴 폰 외스터라이히에스테의 아들.
11. 에마누엘 폰 외스터리이히에스테 (2008년), 마르틴 폰 외스터라이히에스테의 아들.
12. 루이지 아메데오 폰 외스터리이히에스테 (2011년), 마르틴 폰 외스터라이히에스테의 아들.
13. 카를 필리프 폰 합스부르크 (1954년), 오스트리아 대공 펠릭스의 아들.
14. 이슈트반 폰 합스부르크 (1961년), 오스트리아 대공 펠릭스의 아들.
15. 안드레아스 폰 합스부르크(1994년), 이슈트반 폰 합스부르크의 아들.
16. 팔 폰 합스부르크(1997년), 이슈트반 폰 합스부르크의 아들.
17. 루돌프 폰 합스부르크 (1950년), 카를 루트비히 합스부르크로트링겐의 아들.
18. 카를 크리스티안 폰 합스부르크 (1977년), 루돌프 폰 합스부르크의 아들.
19. 요하네스 폰 합스부르크 (1981년), 루돌프 폰 합스부르크의 아들.
20. 토마스 폰 합스부르크 (1986년), 루돌프 폰 합스부르크의 아들.
21. 프란츠 루트비히 폰 합스부르크 (1988년), 루돌프 폰 합스부르크의 아들.
22. 미하엘 폰 합스부르크(1990년), 루돌프 폰 합스부르크의 아들.
23. 요제프 폰 합스부르크(1991년), 루돌프 폰 합스부르크의 아들.
24. 카를 크리스티안 합스부르크로트링겐 (1954년) , 카를 루트비히 합스부르크로트링겐의 아들.
25. 임레 합스부르크로트링겐 (1985년), 카를 크리스티안 합스부르크로트링겐의 아들.
26. 크리스토프 합스부르크로트링겐 (1988년), 카를 크리스티안 합스부르크로트링겐의 아들.
27. 알렉산더 합스부르크로트링겐 (1990년), 카를 크리스티안 합스부르크로트링겐의 아들.
28. 카를 페터 합스부르크로트링겐(1955년), 루돌프 합스부르크로트링겐의 아들.
29. 로렌츠 합스부르크로트링겐 (2003년), 카를 페터 합스부르크로트링겐의 아들.
30. 시메온 합스부르크로트링겐 (1958년), 루돌프 합스부르크로트링겐의 아들.
31. 요하네스 합스부르크로트링겐 (1997년), 시메온 합스부르크로트링겐의 아들.
32. 루트비히 합스부르크로트링겐 (1998년), 시메온 합스부르크로트링겐의 아들.
33. 필리프 합스부르크로트링겐 (2007년), 시메온 합스부르크로트링겐의 아들.

오토 프란츠 폰 외스터라이히 대공 → 오스트리아 대공 막시밀리안 오이겐
1. 막시밀리안 합스부르크로트링겐 (1961년), 페르디난트 합스부르크로트링겐의 아들.
2. 니콜라우스 합스부르크로트링겐(2005년), 막시밀리안 합스부르크로트링겐의 아들.
3. 콘스탄틴 폰 합스부르크(2007년), 막시밀리안 합스부르크로트링겐의 아들.
4. 필리프 합스부르크로트링겐 (1962년), 하인리히 합스부르크로트링겐의 아들.
5. 페르디난트 합스부르크로트링겐 (1965년), 하인리히 합스부르크로트링겐의 아들.
6. 야코프 막시밀리안 합스부르크로트링겐 (2002년), 페르디난트 합스부르크로트링겐의 아들.
7. 콘라트 폰 합스부르크 (1971년), 하인리히 합스부르크로트링겐의 아들.

레오폴트 2세 → 페르디난도 3세 → 레오폴도 2세 → 페르디난도 4세
1. 시기즈먼드 에즈보르고토스카나 (1966년), 레오폴도 프란체스코 에즈보르고토스카나의 아들.
2. 아메데오 에즈보르고토스카나 (2001년), 시기즈먼드 에즈보르고토스카나의 아들.
3. 막시밀리안 에즈보르고토스카나 (2004년), 시기즈먼드 에즈보르고토스카나의 아들.
4. 군트람 에즈보르고토스카나 (1967년), 레오폴도 프란시스코 에즈보르고토스카나의 아들.
5. 라트보트 폰 합스부르크토스카나 (1938년), 게오르크 폰 합스부르크토스카나의 아들.
6. 게오르크 폰 합스부르크토스카나 (1952년), 게오르크 폰 합스부르크토스카나의 아들.
7. 도미니크 폰 합스부르크토스카나 (1937년), 안톤 폰 합스부르크토스카나의 아들.
8. 레오폴트 폰 합스부르크토스카나 (1956년), 프리드리히 살바토르 폰 합스부르크토스카나의 아들.
9. 알렉산더 살바토르 폰 합스부르크토스카나 (1959년), 프리드리히 살바토르 폰 합스부르크토스카나의 아들.
10. 콘스탄틴 살바토르 폰 합스부르크토스카나 (2002년), 알렉산더 살바토르 폰 합스부르크토스카나의 아들.
11. 파울 살바토르 폰 합스부르크토스카나 (2003년), 알렉산더 살바토르 폰 합스부르크토스카나의 아들.
12. 안드레아스 살바토르 폰 합스부르크토스카나(1936년), 휴버트 살바토르 폰 합스부르크토스카나의 아들.
13. 타대우스 살바토르 폰 합스부르크토스카나 (2002년), 안드레아스 살바토르 폰 합스부르크토스카나의 아들.
14. 카시미르 살바토르 폰 합스부르크토스카나 (2003년), 안드레아스 살바토르 폰 합스부르크토스카나의 아들.
15. 마르크스 폰 합스부르크토스카나 (1946년), 휴버트 살바토르 폰 합스부르크토스카나의 아들.
16. 요한 폰 합스부르크토스카나 (1947년), 휴버트 살바토르 폰 합스부르크토스카나의 아들.
17. 미하엘 폰 합스부르크토스카나 (1949년), 휴버트 살바토르 폰 합스부르크토스카나의 아들.
18. 카를 살바토르 폰 합스부르크토스카나 (1936년), 토스카나 공작 테오도르 살바토르의 아들.
19. 마티아스 폰 합스부르크토스카나 (1971년), 카를 살바토르 폰 합스부르크토스카나의 아들.
20. 요하네스 폰 합스부르크토스카나 (1974년), 카를 살바토르 폰 합스부르크토스카나의 아들.
21. 베른하르트 폰 합스부르크토스카나 (1977년), 카를 살바토르 폰 합스부르크토스카나의 아들.
22. 베네딕트 폰 합스부르크토스카나 (1983년), 카를 살바토르 폰 합스부르크토스카나의 아들.

레오폴트 2세 → 헝가리 부왕 요제프
1. 헙스부르그로타링기아이 요세프 카를 (1960년), 헙스부르그로타링기아이 요세프 아라파드의 아들.
2. 헙스부르그로타링기아이 요제프 알브레히트 (1994년) , 헙스부르그로타링기아이 요세프 카를의 아들.
3. 헙스부르그로타링기아이 파울 레오 (1996년), 헙스부르그로타링기아이 요세프 카를의 아들.
4. 헙스부르그로타링기아이 안드레아스 아우구스티누스 (1963년), 헙스부르그로타링기아이 요세프 아라파드의 아들.
5. 헙스부르그로타링기아이 프리드리히 사이프리안 (1995년), 헙스부르그로타링기아이 안드레아스 아우구스티누스의 아들.
6. 헙스부르그로타링기아이 피에르 (1997년), 헙스부르그로타링기아이 안드레아스 아우구스티누스의 아들.
7. 헙스부르그로타링기아이 베네딕트 알렉산더 (2005년), 헙스부르그로타링기아이 안드레아스 아우구스티누스의 아들.
8. 헙스부르그로타링기아이 니콜라우스 (1973년), 헙스부르그로타링기아이 요세프 아라파드의 아들.
9. 헙스부르그로타링기아이 니콜라스 (2003년), 헙스부르그로타링기아이 니콜라우스의 아들.
10. 헙스부르그로타링기아이 산티아고 (2006년), 헙스부르그로타링기아이 니콜라우스의 아들.
11. 헙스부르그로타링기아이 요하네스 야콥스 (1975년), 헙스부르그로타링기아이 요세프 아라파드의 아들.
12. 헙스부르그로타링기아이 게저 (1940년), 오스트리아 대공 요세프 페렌크의 아들.
13. 헙스부르그로타링기아이 미하엘 (1942년), 오스트리아 대공 요세프 페렌크의 아들.
14. 헙스부르그로타링기아이 에두아르 (1967년), 헙스부르그로타링기아이 미하엘의 아들.
15. 헙스부르그로타링기아이 파울 베네딕트 (2000년), 헙스부르그로타링기아이 에두아르의 아들.
16. 헙스부르그로타링기아이 파울 루돌프 (1968년), 헙스부르그로타링기아이 미하엘의 아들.